# Chionanthus caymanensis
Espèce
Classification phylogénétique
Statut de conservation UICN

 EN A3bc : En danger
Chionanthus caymanensis est une espèce de plantes à fleurs de la famille des Oleaceae. C'est arbre endémique des îles Caïmans.